# Rogožarski R-313
Die Rogožarski R-313 (serbisch-kyrillisch Рогожарски Р-313) war ein zweimotoriger leichter Bomber bzw. Angriffsflugzeug des jugoslawischen Flugzeugherstellers Rogožarski bei Belgrad.

## Geschichte und Konstruktion
Ein Prototyp wurde 1940 gebaut. Als Antrieb dienten zwei Walter Sagitta 1-SR mit je 500 PS. Trotz dieser schwachen Motorisierung erreichte die Maschine eine Höchstgeschwindigkeit von etwa 460 km/h und zeigte großes Entwicklungspotenzial. Der Prototyp ging im Verlauf des Angriffs der Achsenmächte auf Jugoslawien im April 1941 verloren, als eine Evakuierung nach Griechenland versucht wurde.

## Technische Daten
| Kenngröße             | Daten                                                                                          |
| --------------------- | ---------------------------------------------------------------------------------------------- |
| Besatzung             | 2                                                                                              |
| Länge                 | 11 m                                                                                           |
| Spannweite            | 13 m                                                                                           |
| Höhe                  | 2,68 m                                                                                         |
| Flügelfläche          | 26,40 m²                                                                                       |
| Flügelstreckung       | 6,4                                                                                            |
| Leermasse             | 2950 kg                                                                                        |
| max. Startmasse       | 4270 kg                                                                                        |
| Reisegeschwindigkeit  | 376 km/h                                                                                       |
| Höchstgeschwindigkeit | 460 km/h                                                                                       |
| Dienstgipfelhöhe      | 8000 m                                                                                         |
| Reichweite            | 1000 km                                                                                        |
| Triebwerke            | 2 × Walter Sagitta 1-SR mit je 368 kW (500 PS)                                                 |
| Bewaffnung            | 1 × 20-mm-Bordkanone Hispano-Suiza HS.404 1 × 7,92-mm-MG M.38 Browning FN bis zu 400 kg Bomben |